# シベリア関係記事の一覧
シベリア関係記事の一覧（シベリアかんけいきじのいちらん）
Category:シベリアも参照。
- 行政区域関連は連邦構成主体や主要都市まででお願いします。それより小さい市町村、行政区などはロシアの地方行政区画などを参照。

## あ行
- アイグン条約
- アカデムゴロドク
- アバチャ湾
- 阿部吉郎次
- アムール川（黒竜江）
- アムール州
- アルタイ共和国
- アルタイ山脈
- アンガラ川
- イェルマーク
- イルクーツク
- ウスリー川
- ウスリースク
- ウラジオストク
- ウラル工科大学
- ウラル山脈
- ウラル連邦管区
- ウランウデ（ウラン・ウデ）
- 永久凍土
- エカテリンブルク
- エニセイ川
- 沿海州（沿海地方）
- オイミャコン
- オビ川
- オホーツク
- オホーツク海
- オムスク

## か行
- カムチャツカ州
- カムチャツカ半島
- 極東
- 極東共和国
- 極東連邦管区
- グラグ
- クラスノヤルスク
- クラスノヤルスク合意
- 毛皮
- ゲンナジー・ネヴェリスコイ
- コサック
- コムソモルスク・ナ・アムーレ

## さ行
- サハ共和国（旧ヤクート自治共和国）
- サハリン
- サハリン州
- シビル・ハン
- シベリア
- シベリア寒気団
- シベリア軍管区
- シベリア出兵
- シベリア鉄道
  - シベリア鉄道の主要駅一覧
- シベリア抑留
- シベリア臨時政府 (ウラジオストク)（英語版） - かつてロシア内に存在した臨時政府の一.
- シベリア臨時政府 (オムスク)（英語版） - 同上の臨時政府の一.
- シベリア連邦管区
- シベリアン・ハスキー
- シホテアリニ山脈
- 新蔵
- スタノボイ山脈
- ストロガノフ家
- セヴェルスク
- セヴェルナヤ・ゼムリャ諸島
- 善六
- 外満洲

## た行
- タイガ
- 大黒屋光太夫
- タイミル半島
- コンスタンティン・チェルネンコ
- 中ソ国境紛争
- チュクチ自治管区
- チュメニ州
- チュメニ油田
- 継右衛門
- 津太夫
- ツングース
- ツングースカ大爆発
- ツンドラ
- ディクソン島 (ロシア)
- デカブリストの乱
- テン
- 天然資源
- 伝兵衛
- トゥヴァ共和国
- ドゥディンカ
- トボリスク
- トムスク
- トムスク大学
- トムスク工科大学

## な行
- ナホトカ
- 尼港事件
- ニコラエフスク・ナ・アムーレ（尼港）
- 西シベリア平原
- 日露関係史
- ネルチンスク条約
- ネネツ人
- ノヴォシビルスク
- ノリリスク

## は行
- バイカル湖
- バイカル・アムール鉄道（バム鉄道）
- ハバロフスク
- ハバロフスク地方
- ブリヤート共和国
- 北京条約
- ペトロパブロフスク・カムチャツキー
- ベルホヤンスク

## ま行
- マガダン
- 間宮海峡（タタール海峡）
- 南ウラル大学
- ミンク
- ニコライ・ムラヴィヨフ＝アムールスキー
- ドミトリー・メンデレーエフ

## や行
- ヤクーツク
- ヤクート人
- ヤナ川
- ユダヤ自治州

## ら行
- エゴール・リガチョフ
- レナ川
- ロシア内戦

## わ行
- 渡り鳥

## 数字、英字
- 2012年ロシアAPEC